# 니시뉴젠역
니시뉴젠역(일본어: 西入善駅, にしにゅうぜんえき)은 일본 도야마현 시모니카와군 뉴젠정에 있는 아이노카제토야마 철도의 철도역이다.

## 역 구조
상대식 2면 2선 구조의 지상역이다. 정류소로 취급되고 있다. 역사는 상행선 승강장 쪽에 있으며, 하행선 승강장과는 구름다리로 이어져 있다.

### 승강장
| 1 | ■ 아이노카제토야마 철도선 | 도야마 · 가나자와 방면   |
| 2 | ■ 아이노카제토야마 철도선 | 도마리 · 이토이가와 방면 |

## 역세권 정보
- 국도 제8호선

## 역사
- 1959년 3월 31일 - 일본국유철도 호쿠리쿠 본선 이쿠지 역 ~ 뉴젠 역 사이에 "니시뉴젠 신호장"으로 개업.
- 1960년 7월 1일 - 역으로 승격하여 "니시뉴젠 역"이 되었다.
- 1987년 4월 1일 - 민영화에 따라 서일본 여객철도의 소속이 되었다.
- 2015년
  - 3월 14일: 호쿠리쿠 신칸센의 연장 개통으로 아이노카제토야마 철도로 소속이 이관되었다.
  - 3월 26일: ICOCA 도입.

## 인접역
| 아이노카제토야마 철도 ■ 아이노카제토야마 철도선 | 아이노카제토야마 철도 ■ 아이노카제토야마 철도선 | 아이노카제토야마 철도 ■ 아이노카제토야마 철도선 |
| ----------------------------------------------- | ----------------------------------------------- | ----------------------------------------------- |
| 이쿠지 도야마 방면                              |                                                 | 뉴젠 도마리 방면                                |